# حمله اعراب به آذربایجان
حمله اعراب به آذربایجان جنگ نظامی بود که منجر به پیوستن آذربایجان به خلافت اسلامی شد. در سال ۶۴۳ میلادی (۲۲ هجری قمری)، عمر پس از فتح ری و ایران مرکزی، فرمان فتح آذربایجان را صادر کرد. فتح آذربایجان در دوره خلفای راشدین برای نخستین بار به رهبری مغیره بن شعبه انجام شد. این موضوع را ابوجعفر طبری به نقل از گزارش احمد بن ثابت رازی بیان کرده است.